# Keglesnitsflade
En keglesnitsflade er en algebraisk flade af anden orden i tre variable. Dette begrundes med at fællesmængden mellem en algebraisk flade af anden orden og en plan er et keglesnit.
Den tager den generelle formel:
{\displaystyle \pm {x^{2} \over a^{2}}\pm {y^{2} \over b^{2}}\pm {z^{2} \over c^{2}}=1.}
En hyperbolsk paraboloide er et eksempel på en af de mere interessante keglesnitsflader, men faktisk er også en plan, en linje eller et punkt en keglesnitsflade.
| Dodekaeder | Spire Denne artikel om geometri er en spire som bør udbygges. Du er velkommen til at hjælpe Wikipedia ved at udvide den. |